# C7 Jalisco
O canal virtual XHGJG-TDT 17, também conhecido como C7, é uma estação de televisão pública que serve Guadalajara, Jalisco, México. Operado pelo Sistema Jalisciense de Rádio e Televisão, é de propriedade do Estado de Jalisco. Sua programação é principalmente conteúdo cultural e educacional e seu sinal atinge grande parte do oeste do México, além de ser visto fora do México via DirecTV.

## Transmissores
A programação C7 é transmitida em três transmissores em Jalisco, bem como por satélite.
| RF | VC | Indicativo | Localização     | ERP       |
| -- | -- | ---------- | --------------- | --------- |
| 24 | 17 | XHGZG-TDT  | Ciudad Guzmán   | 3.19 kW   |
| 25 | 17 | XHGJG-TDT  | Guadalajara     | 135.55 kW |
| 46 | 17 | XHGPV-TDT  | Puerto Vallarta | 23.37 kW  |

Em março de 2018, para facilitar o reempacotamento de serviços de TV a partir da faixa de 600 MHz (canais 38 a 51), a XHGPV recebeu o canal 21 para operações digitais contínuas.

## Televisão digital
Em novembro de 2014, o XHGJG-TDT começou a fazer multicast em dois subcanais, adicionando mais dois no início de 2015 (e depois removendo-os). Canal analógico 7 no subcanal 25.2, C7 Cultura. Em 2016, foi obtida autorização para transportar esses subcanais nos transmissores Ciudad Guzmán e Puerto Vallarta.
| Canal | Vídeo | Aspecto | Nome curto | Programação |
| ----- | ----- | ------- | ---------- | ----------- |
| 17.1  | 480i  | 4:3     | C7 JAL     | C7 Noticias |
| 17.2  | 1080i | 16:9    | C7 JAL     | C7 Cultura  |

XHGJG desligou o seu sinal analógico em 16 de dezembro de 2015, juntamente com outras estações de Guadalajara.

## Notícias
O C7 apresenta três horas de notícias nos dias de semana, nos noticiários de uma hora às 7h, 13h30 e 19h30, além de notícias por hora.